# علف (فیلم ۱۹۸۷)
علف (به انگلیسی: Weeds) فیلمی محصول سال ۱۹۸۷ و به کارگردانی جان دی هنکاک است. در این فیلم بازیگرانی همچون نیک نولتی، ارنی هادسون، لین اسمیت، مارک رولستون، ویلیام فورسایت، جو مانتگنا، جی. جی جانستون و ریتا تاگارت ایفای نقش کرده‌اند.

## داستان
لی آمستتر (نیک نولت) به‌دلیل سرقت مسلحانه در زندان سن کوئنتین زندانی شده و محکوم به «حبس ابد بدون امکان آزادی مشروط» است. پس از دو بار خودکشی ناموفق، او شروع به خواندن کتاب‌هایی از کتابخانهٔ زندان می‌کند. لی در یک اجرای نمایش در انتظار گودو که برای زندانیان اجرا می‌شود شرکت می‌کند و عمیقاً تحت تأثیر قرار می‌گیرد. او سپس شروع به نوشتن نمایش‌هایی دربارهٔ زندان و حبس می‌کند و خود نیز آن‌ها را به صحنه می‌برد.
یکی از این نمایش‌ها، موزیکالی اعتراضی دربارهٔ زندگی در زندان است که بازدیدکنندگانی را جذب می‌کند و تحسین یک منتقد تئاتر از سان‌فرانسیسکو (ریتا تگرت) را برمی‌انگیزد؛ او فرماندار را قانع می‌کند که لی را آزاد کند.
پس از آزادی، لی یک گروه نمایشی متشکل از زندانیان سابق تشکیل می‌دهد: یک دزد از فروشگاه (ویلیام فورسایت)، یک قاتل (ارنی هادسن)، یک اختلاس‌گر (لین اسمیت)، یک قاچاقچی فحشا (جان تولس-بی)، یک نمایش‌دهندهٔ اندام جنسی در ملأعام (مارک رولستون) و چند نفر دیگر.
اما آثار لی در بیرون از زندان همان تأثیر درون زندان را ندارد. آن‌ها در یک کاروان بدون پول به اجراهای سیار می‌پردازند و اعضای گروه با وسوسهٔ بازگشت به رفتارهای مجرمانهٔ پیشین خود دست‌وپنجه نرم می‌کنند.